# Mörttjärnen (Sundsjö socken, Jämtland)
Mörttjärnen är en sjö i Bräcke kommun i Jämtland och ingår i Ljungans huvudavrinningsområde.